# Prémio Literário Edmundo Bettencourt
O Prémio Literário Edmundo Bettencourt é um prémio literário instituído pela Câmara Municipal do Funchal, cujo nome homenageia poeta homónimo. O prémio era entregue anualmente a obras nas áreas de romance, poesia e conto, de 1996 a 2011. Em 2021, foi reativada a entrega do prémio.

## Vencedores
| Edição | Ano  | Autor                                | Obra                                                       |
| ------ | ---- | ------------------------------------ | ---------------------------------------------------------- |
| 1.ª    | 1996 | Carlos Nogueira Fino                 | Arco e Promontório                                         |
| 2.ª    | 1997 | Lília Mata                           | Histórias do Bertoldinho                                   |
| 3.ª    | 2001 | José Leon Machado                    | Os Incompatíveis                                           |
| 4.ª    | 2002 | Jorge Carlos Amaral de Oliveira      | O Português ou Escravos da Esperança                       |
| 5.ª    | 2002 | Francisco Fernandes                  | A Casa do Penedo da Gaivota                                |
| 6.ª    | 2002 | Jorge Carlos                         | O português ou escravos da esperança                       |
| 7.ª    | 2003 | Francisco Fernandes                  | A casa do penedo da gaivota                                |
| 8.ª    | 2003 | José Viale Moutinho                  | Já os Galos Pretos Cantam                                  |
| 9.ª    | 2005 | José Viale Moutinho                  | Ocasos de Iluminação Variável                              |
| 10.ª   | 2006 | Ana Teresa Pereira                   | A neve                                                     |
| 11.ª   | 2007 | Maria Emília García Osório de Castro | A Beleza era Anfitriã                                      |
| 12.ª   | 2008 | Rui Guilherme Figueiredo da Silva    | Caderno de campo                                           |
| 12.ª   | 2008 | Amadeu Baptista                      | Os selos da Lituânia                                       |
| 13.ª   | 2009 | António Rebordão Navarro             | A cama do gato                                             |
| 14.ª   | 2010 | Ana Teresa Pereira                   | A outra                                                    |
| 15.ª   | 2011 | Luís Felício                         | O cânone contínuo                                          |
| 16.ª   | 2021 | Davide Freitas                       | Não se Entra Duas Vezes no Mesmo Rio                       |
| 17.ª   | 2022 | Berta Almeida                        | O Refúgio de Gibraltar                                     |
| 18.ª   | 2023 | Nicole Collet                        | As desventurosas aventuras de Apollinaire, o gato filósofo |
| 19.ª   | 2024 | Judite Canha Fernandes               | O Mel Sem Abelhas                                          |

1. ↑  http://www.dglb.pt/sites/DGLB/Portugues/premios/Paginas/PremioDetalhe.aspx?PremioId=114
2. ↑  Rocha, Luís (19 de janeiro de 2021). «CMF reactiva Prémio Literário Edmundo de Bettencourt». Funchal Notícias. Consultado em 12 de agosto de 2025
3. ↑  «Prémio Literário Edmundo Bettencourt - Funchal Cultura». Consultado em 12 de agosto de 2025